# Europameisterschaften im Modernen Fünfkampf 2006
Die Europameisterschaften im Modernen Fünfkampf 2006 wurden vom 13. bis 18. Juli 2006 in Budapest, Ungarn, ausgetragen.

## Herren

### Einzel
| Platz | Land     | Sportler         |
| ----- | -------- | ---------------- |
| 1     | Ungarn   | Gábor Balogh     |
| 2     | Russland | Andrei Moissejew |
| 3     | Ungarn   | Sándor Fülep     |

### Mannschaft
| Platz | Land     | Sportler                                       |
| ----- | -------- | ---------------------------------------------- |
| 1     | Ungarn   | Sándor Fülep Gábor Balogh Viktor Horváth       |
| 2     | Belarus  | Jahor Lapo Dsmitryj Meljach Michail Prokopenko |
| 3     | Russland | Andrei Moissejew Ilja Frolow Alexei Turkin     |

### Staffel
| Platz | Land     | Sportler                                          |
| ----- | -------- | ------------------------------------------------- |
| 1     | Ungarn   | Sándor Fülep Gábor Balogh Ákos Kállai             |
| 2     | Ukraine  | Yevgeniy Borkin Vitaliy Budovskiy Sergiy Kukshin  |
| 3     | Russland | Alexei Welikodny Rustem Sabirchusin Alexei Turkin |

## Damen

### Einzel
| Platz | Land                   | Sportlerin              |
| ----- | ---------------------- | ----------------------- |
| 1     | Ungarn                 | Zsuzsanna Vörös         |
| 2     | Belarus                | Nastassja Samussewitsch |
| 3     | Vereinigtes Königreich | Mhairi Spence           |

### Mannschaft
| Platz | Land                   | Sportlerinnen                                                   |
| ----- | ---------------------- | --------------------------------------------------------------- |
| 1     | Vereinigtes Königreich | Mhairi Spence Georgina Harland Katy Livingston                  |
| 2     | Belarus                | Tazzjana Masurkewitsch Hanna Archipenka Nastassja Samussewitsch |
| 3     | Italien                | Sara Bertoli Claudia Corsini Alessia Pieretti                   |

### Staffel
| Platz | Land                   | Sportlerinnen                                          |
| ----- | ---------------------- | ------------------------------------------------------ |
| 1     | Polen                  | Marta Dziadura Edyta Małoszyc Sylwia Czwojdzińska      |
| 2     | Vereinigtes Königreich | Mhairi Spence Louise Helyer Katy Livingston            |
| 3     | Russland               | Polina Strutschkowa Olesja Welitschko Tatjana Muratowa |

## Medaillenspiegel
| Platz | Land                   | Goldmedaille | Silbermedaille | Bronzemedaille |
| ----- | ---------------------- | ------------ | -------------- | -------------- |
| 1     | Ungarn                 | 4            | –              | 1              |
| 2     | Vereinigtes Königreich | 1            | 1              | 1              |
| 3     | Polen                  | 1            | –              | –              |
| 4     | Belarus                | –            | 3              | –              |
| 5     | Russland               | –            | 1              | 3              |
| 6     | Ukraine                | –            | 1              | –              |
| 7     | Italien                | –            | –              | 1              |